# Jackson Richardson
Jackson Richardson (* 14. Juni 1969 in Saint-Pierre, Réunion) ist ein ehemaliger französischer Handballer. Er ist Ritter der französischen Ehrenlegion und war 1995 Welthandballer des Jahres.

## Karriere
Richardson spielte als Jugendlicher neben Handball auch Basketball und Fußball. Im Alter von 18 Jahren wurde er vom französischen Nationaltrainer Daniel Costantini auf La Réunion entdeckt, der ihm anbot, seinen Wehrdienst in Joinville abzuleisten, sich einem Verein im Großraum Paris anzuschließen und ihn in die Jugendnationalmannschaft aufzunehmen.
Er galt als Abwehrspezialist, der als vorgezogener Mann vor der Abwehr versuchte, Pässe des Gegners abzufangen und daraus Tempogegenstöße einzuleiten. In der regulären Angriffsformation spielte er üblicherweise im linken Rückraum oder auf der Spielmacherposition. Dort fiel er vor allem durch seine Bodenpässe auf.
Am 12. April 2009 verpflichteten ihn die Rhein-Neckar Löwen nach Verletzungen der Rückraumspieler Serhij Schelmenko und Grzegorz Tkaczyk für den Rest der Saison. Er absolvierte sieben Bundesliga-Spiele und erzielte dabei vier Tore.
Sein erstes Länderspiel für Frankreich bestritt Richardson am 10. Januar 1990 gegen Algerien, sein letztes Länderspiel am 5. Februar 2005 gegen Kroatien. Insgesamt warf Richardson in 417 Länderspielen 775 Tore. Seine 417 Einsätze für die Nationalmannschaft sind internationaler Rekord. 
Im Sommer 2011 übernahm Richardson einen Managerposten beim Handballverein AS Monaco, der in der fünfthöchsten französischen Liga antritt. Im Sommer 2014 wurde er Assistenztrainer bei Chambéry Savoie HB. Als am 20. Oktober 2014 Mario Cavalli seine Trainertätigkeit in Chambéry beendete, übernahm Richardson interimsweise diesen Posten. Ab dem Jahr 2015 trainierte er Dijon Métropole Handball. 2017 wurde er zusätzlich Trainer der gabunischen Nationalmannschaft. Unter seiner Leitung belegte Gabun den fünften Platz bei der Afrikameisterschaft 2018. Kurz darauf kündigte er nach dem Ausbleiben von mehreren Monatsgehältern und Bonuszahlungen seinen Vertrag. Im selben Jahr legte er aus persönlichen Gründen sein Traineramt bei Dijon Métropole Handball nieder.

## Erfolge

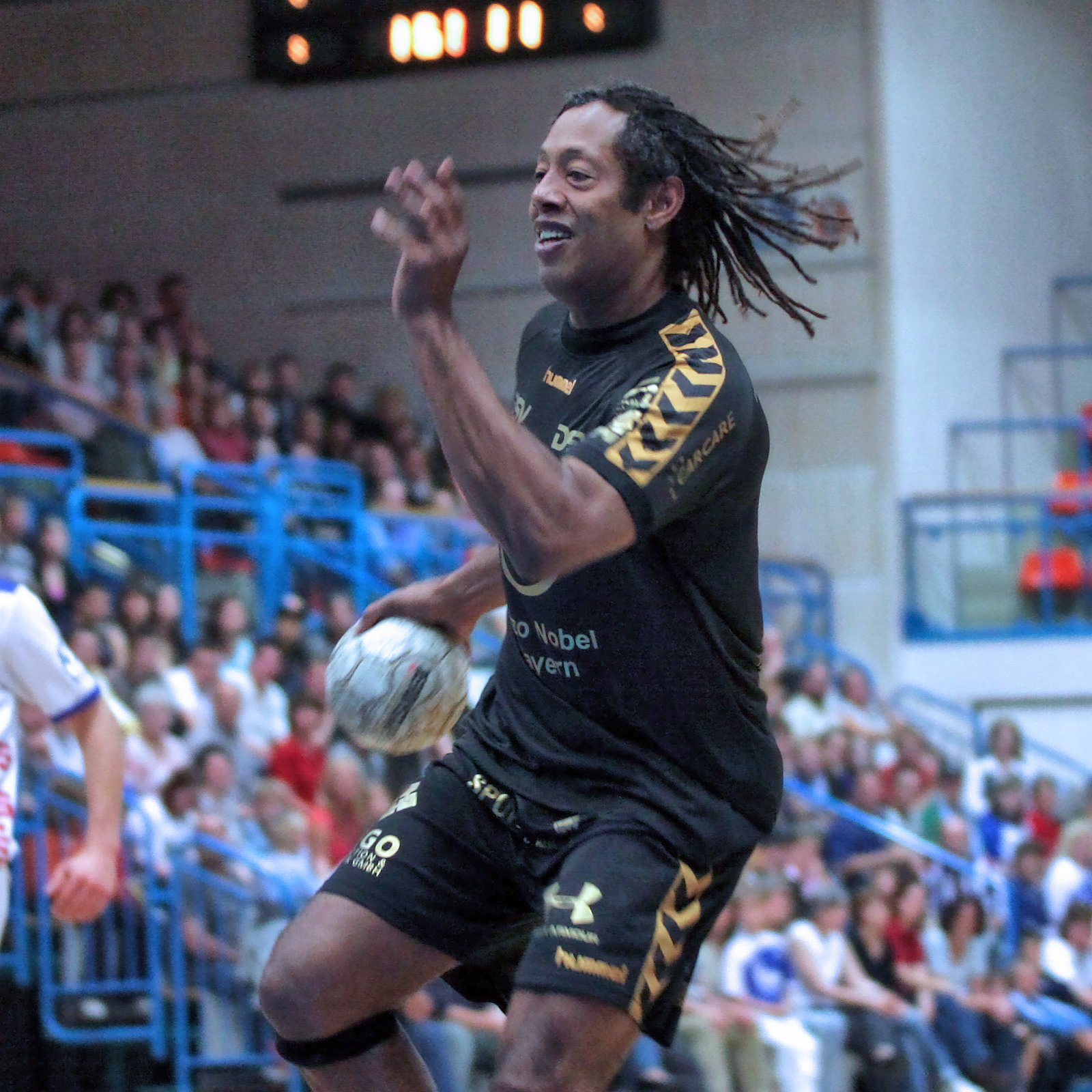
Jackson Richardson

### Mit der Nationalmannschaft
- Bronze bei Olympia 1992
- Weltmeister 1995, 2001
- Silber bei der Weltmeisterschaft 1993
- Bronze bei der Weltmeisterschaft 1997, 2003, 2005

### Mit Vereinen
- EHF Champions League 2001
- Europapokal der Pokalsieger 1993, 2004
- Euro-City-Cup 2000
- EHF Champions Trophy 2000
- Französischer Meister 1994, 1996
- Französischer Pokal 1994, 1996
- Spanischer Meister 2002, 2005
- Spanischer Supercup 2001, 2002
- Spanischer Königspokal 2001

## Auszeichnungen und Ehrungen
Jackson Richardson wurde 1995 von den internationalen Sportjournalisten zum Welthandballer des Jahres gewählt. In Frankreich wählte man ihn zum Sportler des Jahres sowie Spieler des Jahrhunderts. Zudem erhielt er ob seiner Erfolge und seines Auftretens den Titel Ritter der französischen Ehrenlegion. Bei der Wahl zum Welthandballer des 20. Jahrhunderts wurde er Fünfter. Seit 2023 ist er Mitglied der Hall of Fame der Europäischen Handballföderation.

## Sonstiges
Sein Sohn Melvyn Richardson spielt ebenfalls Handball.
Im Juni 2024 trug Jackson Richardson im Vorfeld der Olympischen Spiele in Paris die olympische Fackel auf einem Teilstück der 30. Etappe auf Réunion.